# Чириково (Кузоватовский район)
Чириково — село в Кузоватовском районе Ульяновской области. Входит в Спешневское сельское поселение.

## География
Лежит на востоке Восточноевропейской равнины, на правом берегу Волги, на юго-востоке Европейской части России, в Среднем Поволжье, в пойме реки Свияга. Высота над уровнем моря — от 140 до 180 м. Поверхность — полого-увалистая равнина. Расстояние до Волги — 66 км, до города Ульяновска — 73 км, до р.п. Кузоватово — 33 км.
Граничит: с Тереньгульским районом возле пос. Новая Ерыкла на востоке, с селом Чертановка на севере, с пос. Сергиевский (Ендова, не жил.) на северо-западе, с сёлами Смышляевка и Бестужевка на западе, с посёлками Жарки, Дьяки и Валуевка (ныне — не жилые) и пос. Ветловка на юге, с посёлком Свияжный и селом Хвостиха на северо-востоке.

## История
В 1780 году, при создании Симбирского наместничества, деревня Петериков, она же Чирикова, при реке Свияге, помещиковых крестьян, однодворцев, вошла в состав Сенгилеевского уезда.
В 1859 году деревня Чириково (Пятерики) входила в состав 3-го стана Сенгилеевского уезда Симбирской губернии.
В 1861 году, после отмены Крепостного права, жители села основали одноимённое село Чириково.
В 1897 году прихожанами был построен деревянный храм, из здания, пожертвованного землевладелицей Карповой. Престол в нём во имя Архистратига Божия Михаила. В селе имелись две каменные часовни. 
В 2011 году в селе пустили газ. 

## Население
Население села многонациональное: русские, мордва, татары, чуваши и составляет примерно 600 человек.
| 2010 |
| ---- |
| 392  |

## Известные уроженцы
- Кротов, Борис Андреевич — майор, Герой Советского Союза, командир 134-го кавалерийского полка 28-й кавалерийской дивизии.

## Инфраструктура
СПК «СВИЯГА». МОУ ОШ с.Чириково имени Героя Советского Союза Б. А. Кротова.